# Бекетово (Курская область)
Беке́тово — деревня в Горшеченском районе Курской области России. Входит в состав Солдатского сельсовета.

## География
Деревня находится в восточной части Курской области, в лесостепной зоне, в пределах юго-западной части Среднерусской возвышенности, на берегах реки Герасим, на расстоянии примерно 11 километров (по прямой) к юго-западу от посёлка городского типа Горшечное, административного центра района. Абсолютная высота — 142 метра над уровнем моря.
Часовой пояс
Деревня Бекетово, как и вся Курская область, находится в часовой зоне МСК (московское время). Смещение применяемого времени относительно UTC составляет +3:00.

## Население
| 1859 | 1897 | 2002 | 2010 |
| ---- | ---- | ---- | ---- |
| 424  | ↗528 | ↘238 | ↗240 |

Гендерный состав
По данным Всероссийской переписи населения 2010 года в гендерной структуре населения мужчины составляли 49,6 %, женщины — соответственно 50,4 %.
Национальный состав
Согласно результатам переписи 2002 года, в национальной структуре населения русские составляли 95 % из 238 чел.

## Улицы
Уличная сеть деревни состоит из шести улиц.